# 鳴海由莉
鳴海 由莉（なるみ ゆり、1990年2月18日 - ）は福島県会津若松市出身の役者。

## 人物
会津若松市出身。明治大学在学中に明治大学文化プロジェクト(MSP)に参加、タイトルロールに抜擢されて以降、フリーで俳優活動を始める。
2013年6月に改名。
2014年より劇団ブルドッキングヘッドロックのメンバーとして活動している。
2017年より株式会社エコーズに所属。 2021年退所。
2021年5月31日をもって、劇団ブルドッキングヘッドロックを退団、および俳優業の引退を表明した。
特技はカクテルづくりとマッサージ。
趣味はひとりカラオケ、簡単な振り付けを覚えて踊ること、映画鑑賞、読書、キャッチボール、作文、ラジオ聴取。

## 出演作品

### 舞台
- 『芸術家入門の件』（ブルドッキングヘッドロック／2019年）
- 『ウロボロス』（Straw＆Berry／2017年）
- 『みんなの捨てる家』（アナログスイッチ／2017年）
- 『雪ロード埋没』(ブルドッキングヘッドロック／2017年)
- 『バカシティ たそがれ編』(ブルドッキングヘッドロック／2016年)
- 『月の剥がれる(再演)』(アマヤドリ／2016年)
- 『スケベの話～オトナのおもちゃ編～』（ブルドッキングヘッドロック／2016年）
- 『あんさー／りばーす ばれっと』(くりあらんす企画／2015年)
- 『1995』(ブルドッキングヘッドロック／2015年)
- 『すべての犬は天国へ行く』(ぬいぐるみハンター／2015年)
- 『少年は銃を抱く』 (MU／2015年)
- 『本日昔噺』 (劇団ウミダ)
- 『正義の味方』 (劇団三日月湊)
- 『宇宙船』 (3.14ch)
- 『おい、キミ失格！』 （ブルドッキングヘッドロック×三鷹市芸術文化センター）
- 『青空と複雑』(ブルドッキングヘッドロック)
- 『美しいヒポリタ』 (世田谷シルク)
- 『旅のしおり2013』 (ブルドッキングヘッドロック)
- 『幸せはいつも小さくて東京はそれよりも大きい』 (アマヤドリ)
- 『バタフライ』(Mo´Pop)
- 『月の剥がれる』 (アマヤドリ)
- 『少女仮面』 (オルガンヴィトー)
- 『フリル』 (アマヤドリ)
- 『MY SWEET BOOTLEG』 （MU）
- 『動物農場』(素晴らしき青春第6幕ダンス)
- 『うれしい悲鳴』 （ひょっとこ乱舞）
- 『太陽は僕の敵』 （シベリア少女鉄道スピリッツ）
- 『vital signs』(ミームの心臓)
- 『Hear There Here』 （Depend On Others）
- 『被告人ハムレット』 （声を出すと気持ちいいの会）
- 『World´s@END-Fly by you-』（エムキチビート）
- 『もう一度、この手に』(シベリア少女鉄道スピリッツ)
- 『百年時計』（声を出すと気持ちいいの会）
- 『ラチカン』（黒薔薇少女地獄）
- 『ウンジュよ』(大場久美子朗読 第二部ダンサー)
- 『ハムレット』(第6回明治大学文化プロジェクト)

### TV
- 海月姫（2018年1月 - 、フジテレビ）第4話

### CM
- 株式会社フジクラ BRIDGEコンセプトムービー（2018年）
- マルト水谷　速達生TV-CF（2018年）
- 日本生命「こんな仕事もある篇」（2017年）
- 地デジチューナー VERINI

### 映画
- 三ツ橋勇二原案・監督『おまえかよっ』（2018年）

### PV
- ペリドットカフェ『パステルカラー』（2010年）

### 写真
高倉大輔『Cait Sith』(『奇跡の演劇レッスン』(兵藤友彦著・学芸みらい社)ブックカバー)

### その他
- 朗読画巻『蜘蛛の糸 - The Spider’s Thread』原作：芥川龍之介　映像作品出演（2020年）
- ホテルオークラ東京写真室 公式WEBサイト 前撮りモデル（2017年）